# Ga Jipyeong
Ga Jipyeong (Tiếng Hàn: 지평역, Hanja: 砥平驛) là ga đường sắt trên Tuyến Jungang cũng như ga tàu điện ngầm trên Tuyến Gyeongui–Jungang nằm ở Jipyeong-myeon, Yangpyeong–gun, Gyeonggi-do. Một số đơn vị quân đội được bố trí gần nhà ga chịu trách nhiệm huấn luyện hàng hóa quân sự và xử lý các phương tiện thử nghiệm. Do nhu cầu thường xuyên di chuyển quân nhân kèm theo di chuyển thiết bị nên có nhiều hoạt động chạy tàu hỗn hợp và một số tàu Mugunghwa cũng dừng tại ga này.

## Bố trí ga
| ↑ Yongmun                                                         |
| \| ４３ \| ２１ \|                                                |
| \| ４３ \| ２１ \|                                                |
| Bắt đầu·Kết thúc(Tuyến Gyeongui–Jungang)/Seokbul(Tuyến Jungang) ↓ |

| 1 | Tuyến Jungang | Mugunghwa-ho ITX-Saemaeul | Không được sử dụng                                               |
| 2 | Tuyến Jungang | Mugunghwa-ho ITX-Saemaeul | → Hướng đi Wonju · Jecheon · Donghae →                           |
| 3 | Tuyến Jungang | Mugunghwa-ho ITX-Saemaeul | ← Hướng đi Yongmun · Deokso · Cheongnyangni                      |
| 4 | Tuyến Jungang | Mugunghwa-ho ITX-Saemaeul | Không được sử dụng                                               |
| 4 | Tuyến Jungang | ● Tuyến Gyeongui–Jungang  | Kết thúc tại ga này ← Hướng đi Yongmun · Deokso · Hoegi · Munsan |